# Boudewijn van Holland
Boudewijn van Holland (gestorven in Mainz, 30 april 1196) was bisschop van Utrecht van 1178 tot 1196.
Boudewijn was een zoon van graaf Dirk VI van Holland en Sophia van Rheineck en een broer van graaf Otto I van Bentheim en graaf Floris III van Holland. Vooraleer bisschop van Utrecht te worden, was Boudewijn volgens sommige bronnen aartsbisschop van Bremen en kapelaan van Hendrik de Leeuw. Als bisschop van Utrecht kon het graafschap Holland zijn macht in Utrecht versterken. Tijdens zijn regering was hij in strijd met hertog Otto I van Gelre over de Veluwe en Salland en met de burggraven van Groningen en Coevorden. De oorlogen in het Oversticht, waar plunderingen van bisschoppelijke goederen bovendien schering en inslag waren, legden een zware wissel op de financiën van het bisdom. Boudewijn werd na zijn dood bijgezet in de Dom van Utrecht.
- Gemeinsame Normdatei: 135953138
- Virtual International Authority File: 80381469